# Aechmea brachyclada
Aechmea brachyclada är en gräsväxtart som beskrevs av John Gilbert Baker. Aechmea brachyclada ingår i släktet Aechmea och familjen Bromeliaceae. Inga underarter finns listade i Catalogue of Life.